# Konstantin Dimitrov
Konstantin Stefanov Dimitrov (en búlgaro: Константин Стефанов Димитров) (n. 28 de enero de 1957 en Sofía) es un político búlgaro. Actualmente es miembro del Parlamento Europeo. Dimitrov es miembro del partido Demócratas por una Bulgaria Fuerte, el cual forma parte del Partido Popular Europeo - Demócratas Europeos, y se convirtió en eurodiputado el 1 de enero de 2007 junto con la incorporación de Bulgaria a la Unión Europea.